# Juron
 (mars 2021).
Si vous disposez d'ouvrages ou d'articles de référence ou si vous connaissez des sites web de qualité traitant du thème abordé ici, merci de compléter l'article en donnant les références utiles à sa vérifiabilité et en les liant à la section « Notes et références ».

Dans les bandes dessinées, les gros mots dans les bulles sont couramment remplacés par des illustrations.

Un juron est une brève exclamation, plus ou moins grossière, vulgaire ou blasphématoire, dont on se sert pour donner une intensité particulière à un discours, que cela soit pour exprimer ce qu'on ressent face à une situation donnée, pour manifester sa colère, son indignation ou sa surprise (dans ce dernier cas il fera office d'interjection) ou encore pour donner de manière générale plus de force à un propos. 
Un juron peut éventuellement être interprété comme une insulte selon les circonstances dans lesquelles il est proféré. Cependant, de façon générale, le juron est une réaction devant une situation et ne vise pas, en principe, un destinataire particulier.

## Formation
Les jurons ne sont pas des mots neutres relativement au reste du vocabulaire. Il s'agit généralement de mots interdits ou faisant référence à des choses ou des actes interdits, cachés ou non moraux. En anthropologie et psychologie, les « jurons » et « gros mots » relèvent de l'obsession primale de la population dans laquelle ils ont cours. 
Les jurons sont donc fortement connotés culturellement, et varient selon la société concernée et ses inhibitions. Dans les sociétés humaines, on peut généralement noter les jurons liés aux éléments suivants:

## Animaux
Le juron préféré de Socrate est Par le chien, et se rapporte au dieu égyptien Anubis. Plus proche de l'insulte, Hélène est qualifiée plusieurs fois de chienne. Le Médisant des Caractères de Théophraste utilise également le chien pour caricaturer une femme qu'il sous-entend être une prostituée.

## Corps et fonctions corporelles
Il s'agit ici des parties du corps « honteuses » ou en tout cas en principe cachées ou de fonctions corporelles de même nature : merde, foutre, et tout le domaine de la scatologie en héritage de nos ancêtres les grands singes qui « pissent » et « chient » en dérision et pour insulter l'autre (cf. éthologie humaine de Irenäus Eibl-Eibesfeldt).
La sexualité, ou les organes sexuels, constituent quasiment un domaine à part, tellement est large le vocabulaire grossier et le nombre de jurons (et d'insultes) qui utilisent le domaine de la sexualité, que ce soit pour désigner un organe (con), un acte, éventuellement considéré comme interdit ou déviant (enculé) ou un autre non-dit en relation (putain, bordel), l'honorabilité de la lignée maternelle (fils de pute, fils de chienne), etc.

## Religion
Beaucoup de jurons anciens sont blasphématoires. Lorsque l'Église exerçait son autorité au moins morale sur toute la société, il était interdit aux fidèles d'invoquer Dieu, donc de jurer, et d'utiliser à tort et à travers des mots du vocabulaire religieux. Jurer était donc un moyen de s'opposer à l'autorité de l'Église. S'exclamer « Nom de Dieu ! » c'était lancer un défi à l'Église et marquer son indépendance. Dans ces jurons anciens, on note souvent une déformation destinée à cacher la référence à Dieu ou à la religion en déformant le juron : jarnidieu/jarnibleu (Je renie Dieu), Morbleu (par la mort Dieu!), Palsambleu (par le Sang Dieu!), nom de diable (nom de dieu). On note le nombre d'occurrences où le nom de Dieu est remplacé par bleu. Des centaines de jurons ont ainsi été créés par déformation, combinaison, substitution, troncation, etc.
De même, au Québec et au Nouveau-Brunswick, les jurons sont souvent des mots de la religion catholique déformés et utilisés de manière blasphématoire (comme « crisse » au lieu de christ), et sont nommés sacres.
Le célèbre « RROGNNTUDJUU! » de Prunelle, collègue et « victime » de Gaston Lagaffe, n'est rien d'autre qu'un juron masqué (semblable à scrogneugneu / scrongneugneu, soit « sacré nom de Dieu »).

## Origine
Il n'y a pas de limite aux interdits que les jurons ou les insultes peuvent violer. Ainsi, alors que la culture dominante s'oppose avec force au racisme et même, punit parfois pénalement son expression, tandis que le concept même de race est remis en cause, on peut noter l'usage fréquent du mot « race » dans les insultes, les jurons ou les interjections (ça déchire ta race, putain de ta race, enculé de ta race). L'usage en est devenu tellement fréquent qu'il a été jugé que « enculé de ta race » n'était pas (plus ?) une injure raciste[réf. obsolète].

## Fonctions et usages

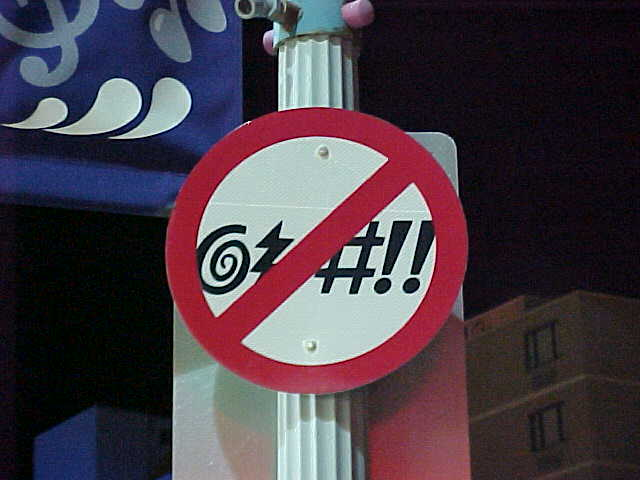
Panneau d'interdiction des jurons sur l'Atlantic Avenue de la ville de Virginia Beach (Virginie, États-Unis).

De manière générale, le juron est une sortie libératrice. Il peut être l'expression d'un mouvement d'humeur ou d'une émotion forte. Le juron exprime alors la colère, la surprise ou éventuellement la joie. Les jurons utilisés dans ce cadre sont généralement interchangeables et vidés de leur sens, la situation étant sans rapport avec le sens originel du juron utilisé. Le juron est utilisé pour donner plus de poids ou de force aux propos et en garantit la sincérité de ce qu'on dit. Dire : « Quelle belle voiture ! » est moins fort que « Quelle putain de belle bagnole ! ». Dans cette fonction, le juron peut avoir une fonction revendicatrice : il permet l'affirmation de soi et de son indépendance en intégrant des mots interdits dans son discours. Dans le même ordre d'idées, l'usage de jurons spécifiques peut marquer l'intégration dans un groupe. Ceux-ci s'intègrent alors dans le même cadre que la constitution d'un argot ou d'un parler contemporain. Lorsque le juron s'intègre de manière persistante au discours, il est alors souvent lié à la pauvreté du vocabulaire du locuteur qui utilise un juron par ignorance du mot exact.
Le juron est employé surtout dans un contexte privé ou amical, en principe moins dans le cadre de la vie sociale, régie par les règles de politesse, le juron se fait plus rare. C'est pourtant précisément dans un cadre où il est en principe exclu que le juron peut avoir le plus de poids comme acte de transgression. Cependant, au cours de la seconde moitié du XXe siècle, l'usage des jurons s'est répandu dans toutes les classes sociales et toutes les catégories d'individus, et sa présence permanente, par exemple dans des films, finit par réduire leur impact. Plusieurs raisons peuvent être mentionnées pour expliquer ce phénomène : assouplissement ou perte des règles de politesse et de courtoisie, culture de permissivité plus grande, liberté de ton plus grande, appauvrissement du vocabulaire. Ainsi, l'emploi de gros mots comme « merde » ou « con » ne scandalise plus vraiment tandis que les sacres choquent moins au Québec. On note cependant une tendance à revenir à une certaine forme de contrôle social du juron[réf. nécessaire].
Les trois gros mots les plus prononcés en France sont, selon une étude en 2009, merde, con et putain.
Le juron peut également avoir un effet anti-douleur.